# Naturschutzgebiet Lüneburger Heide
Das Naturschutzgebiet Lüneburger Heide ist eines der ältesten und größten Naturschutzgebiete Deutschlands und das älteste und größte Naturschutzgebiet in Niedersachsen. Am 29. Dezember 1921 wurde erstmals ein Gebiet der Lüneburger Heide von vier Quadratmeilen von der Preußischen Regierung zum Naturschutzpark erklärt, am 12. Januar 1922 trat die Schutzverordnung dann in Kraft. Die aktuelle Verordnung der Bezirksregierung Lüneburg „über das Naturschutzgebiet 'Lüneburger Heide' in den Landkreisen Harburg und Soltau-Fallingbostel“ stammt vom 17. Juni 1993 (zuletzt geändert durch Verordnung vom 11. Juli 2002).
Die Fläche des auch Naturschutzpark Lüneburger Heide genannten Gebietes war vor der 2007 erfolgten Erweiterung des Naturparkes Lüneburger Heide identisch mit diesem.

## Gebietsbeschreibung
Das Naturschutzgebiet liegt im Norden der Lüneburger Heide. Nördlich grenzt es an Schierhorn, einen Ortsteil der Gemeinde Hanstedt; seine östlichste Ausdehnung hat es bei Egestorf und weiter im Süden bei Bispingen. Der südlichste Zipfel liegt westlich von Deimern, und seine westlichste Ausdehnung hat das Naturschutzgebiet bei Schneverdingen. Das Zentrum bildet der Wilseder Berg, ein Endmoränenzug mit 169,2 m über NHN und die höchste Erhebung in der nordwestdeutschen Tiefebene.
Um 1900 wurden die großen Heideflächen zu Wald oder Ackerland umgewandelt. 1922 wurden 21.000 ha Fläche als Naturschutzgebiet ausgewiesen. 1993 wurde die Fläche auf 23.440 ha erweitert. Am 14. Februar 2007 wurde die vormals mit dem Naturschutzgebiet gleiche Fläche des Naturparkes auf 113.000 Hektar erweitert.
Die Landkreise Heidekreis und Harburg sind als untere Naturschutzbehörden für das Gebiet zuständig.

## Flora und Fauna

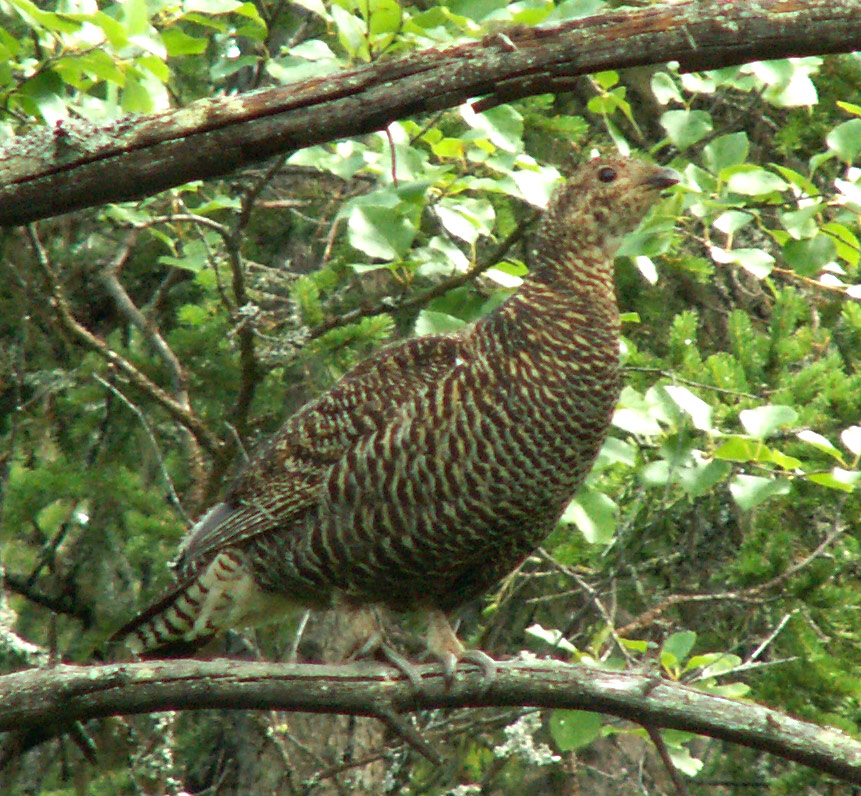
Birkhuhn (Lyrurus tetrix o. Tetrao tetrix)

In dem Naturschutzgebiet sind über 60 % Wald, 26 % Heide, 8,5 % Ackerland, 3 % Grünland, 2 % Moore und 1,5 % Siedlungen, Gewässer usw. Hier befinden sich 5.100 ha trockene Sandheiden. Es sind die größten zusammenhängenden Reste binnenländischer Zwergstrauchheiden Mitteleuropas. Außerdem findet man in dem Naturschutzgebiet großräumige Nadelwälder, vorwiegend aus Kiefernbeständen. Diese gehen auf Heideaufforstungen aus der Mitte des 19. Jahrhunderts zurück. Es weist daneben kleine Bestände an älteren Laubwäldern mit Eichen und Buche auf. Der hohe Waldanteil macht das Naturschutzgebiet Lüneburger Heide gleichzeitig zu einem der größten Waldnaturschutzgebiete Deutschlands. Weiter finden sich Bachtäler, Moore, Wiesen, Weiden, Äcker und offene Sandflächen.
Das Gebiet hat eine herausragende Bedeutung für den Biotop- und Artenschutz. Im September 2007 wurde in der Nähe von Niederhaverbeck, Gemeinde Bispingen, erstmals wieder ein Wolf gesichtet, der vermutlich aus dem Naturpark Südheide stammt. 2017 wurde ein Wolfsrudel im Gebiet um Schneverdingen nachgewiesen. Der gesamte Naturraum Lüneburger Heide beherbergte 2004 die meisten Birkhühner Niedersachsens. Die Ergebnisse der Birkhuhnzählung haben in den letzten Jahren eine erfreuliche Entwicklung verzeichnen können.

### Bestandsentwicklung des Birkhuhns im NSG Lüneburger Heide
| Jahr | Hähne | Hennen | Insgesamt |
| ---- | ----- | ------ | --------- |
| 1978 | 21    | 12     | 33        |
| 1988 | 27    | 22     | 49        |
| 1998 | 8     | 15     | 23        |
| 2007 | 45    | 33     | 78        |

## Sehenswürdigkeiten im Naturschutzgebiet

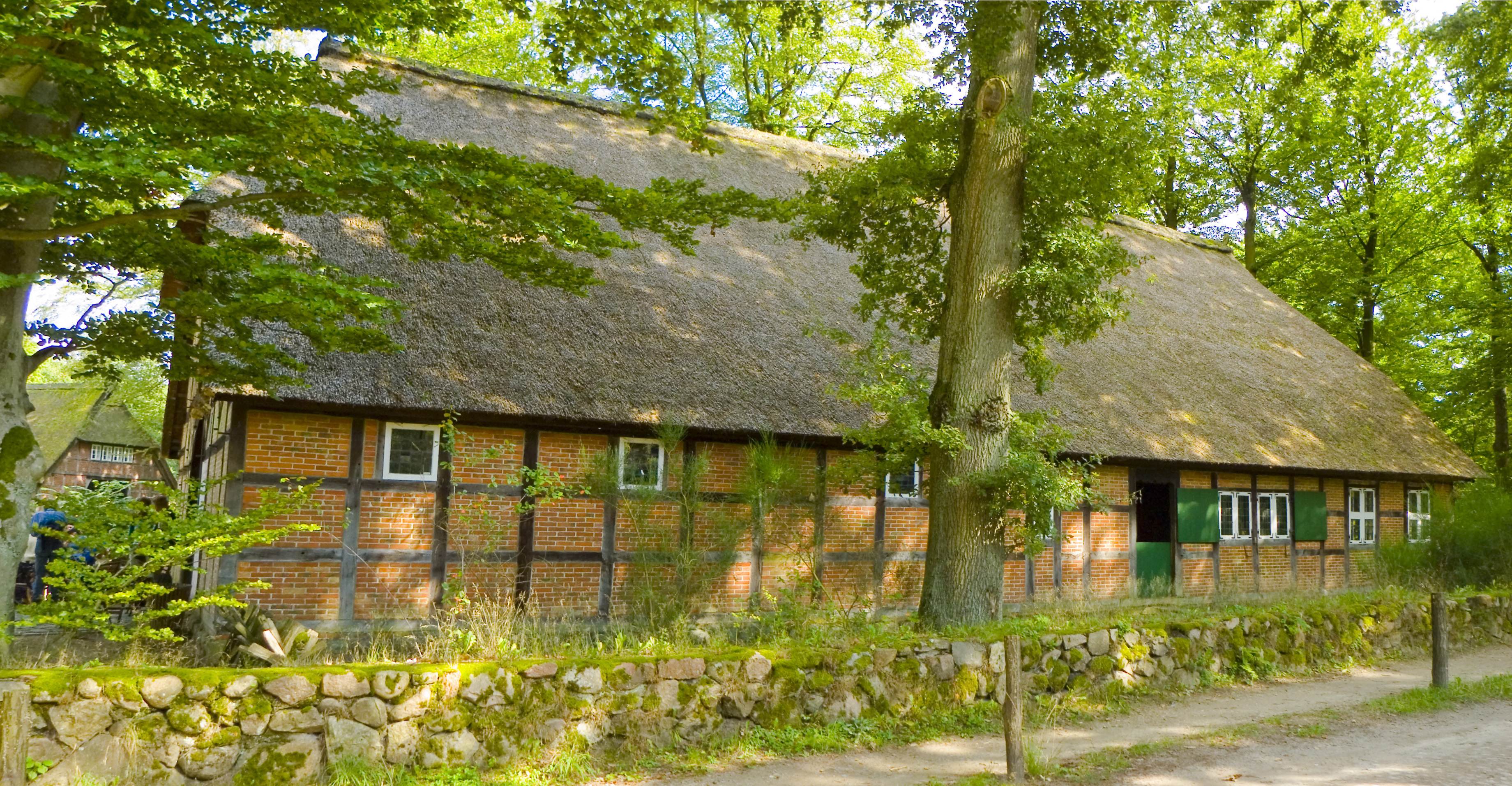
Heidemuseum „Dat ole Huus“ in Wilsede

In Wilsede ist eines der ältesten Freilichtmuseen Deutschlands, das 1907 hierher versetzte „Dat ole Huus“, zu besichtigen. In dem Haus ist zu sehen, wie die „Heidjer“ um 1850 lebten und arbeiteten. Außerdem sind der Emhof in Wilsede, das Heidegebiet Totengrund, alte Heidekirchen in Egestorf und Undeloh, die Naturinformationshäuser in Niederhaverbeck und Undeloh und das Pietzmoor bei Schneverdingen sehenswert. Man findet in dem Naturschutzgebiet bronzezeitliche Hügelgräber, historische Wege, Grenzmarkierungen, Findlingsmauern, alte Schafställe und Treppenspeicher.
Im Naturschutzgebiet Lüneburger Heide werden zur Heidepflege vor allem die Beweidung mit Heidschnucken, maschinelle Pflegemaßnahmen wie Mähen oder Plaggen und der kontrollierte Feuereinsatz im Winterhalbjahr durchgeführt. Diese Maßnahmen sorgen für die notwendige Verjüngung der Besenheide. Der starke Kiefern-Anflug muss durch regelmäßige Entkusselung bekämpft werden. Zum Schutz der Landschaft sowie der Tier- und Pflanzenwelt gilt, mit Ausnahme von zwei das Gebiet durchquerenden Straßen, ein generelles Kraftfahrzeugverbot.

## Initiatoren

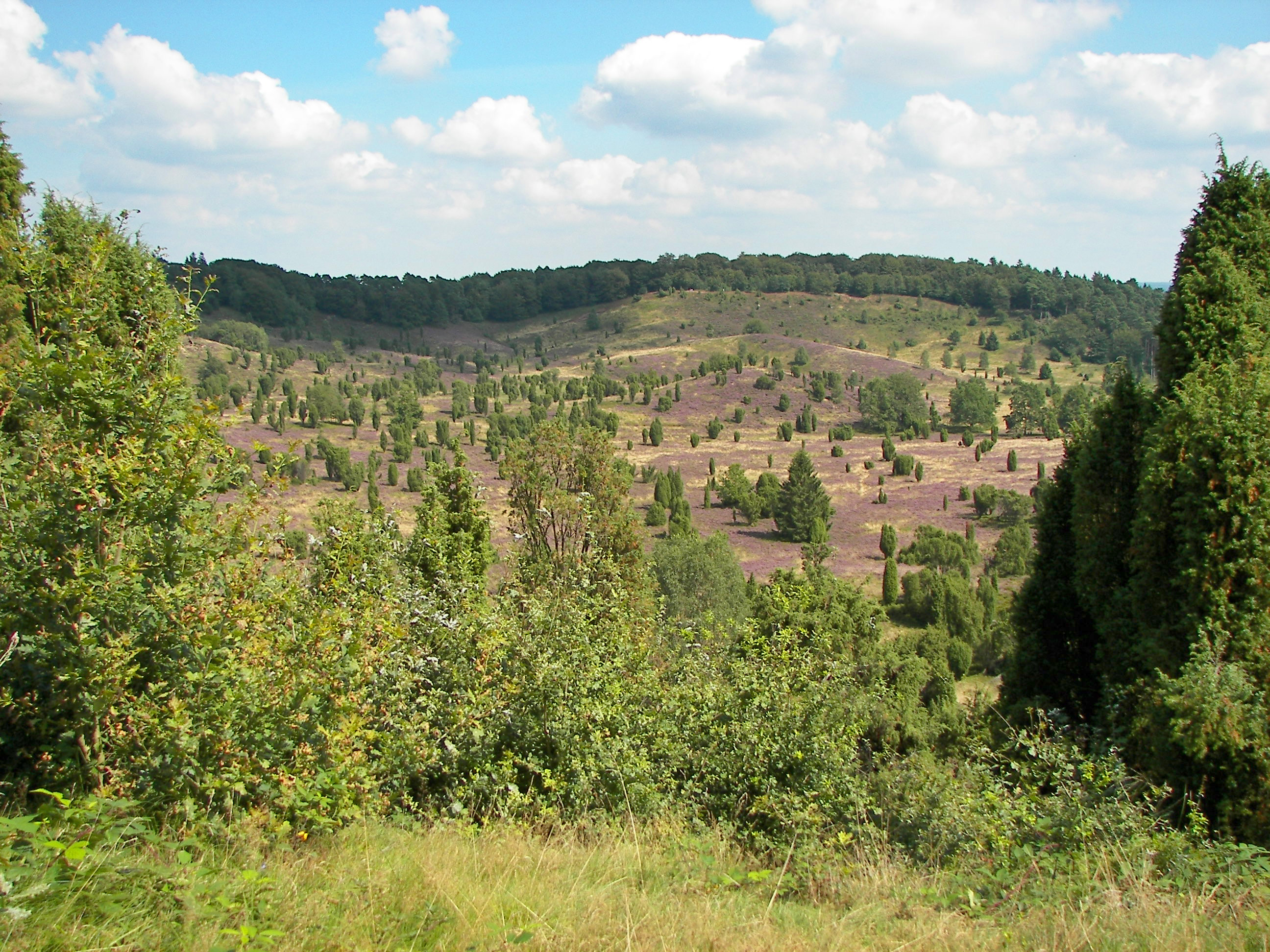
Das Heidegebiet „Totengrund“

Der Egestorfer Pastor Wilhelm Bode erwarb bereits 1906 ein Heidegebiet, den Totengrund. Ermöglicht wurde das durch eine Spende von 6000 Goldmark des Universitätsprofessors Andreas Thomsen aus Münster. 1909 gründete er in München den Verein Naturschutzpark e. V. (VNP). Dieser hatte er sich zum Ziel gesetzt, nach dem Vorbild der amerikanischen Nationalparks großflächig Naturschutz zu betreiben. Er wollte die Heideflächen im Kerngebiet des heutigen Naturparks Lüneburger Heide vor Bebauung, Aufforstung oder Umbruch in Ackerland bewahren. 1910 wurde er in Norddeutschland mit dem Ankauf des Wilseder Berges aktiv. Heute besitzt der Verein Naturschutzpark mehr als 8.200 ha in der Lüneburger Heide, weitere knapp 1.100 ha sind langfristig angepachtet. Im Januar 1954 wurde der Hamburger Kaufmann Alfred Toepfer Vorsitzender des Vereins. Dem Verein Naturschutzpark gehörte er seit 1927 an. Dank Toepfers guten Verbindungen in Politik, Wirtschaft und zu ausländischen Naturschutzorganisationen konnten wichtige Vorhaben umgesetzt werden. Ihrem Gründungsvater Alfred Toepfer zu Ehren wurde die ehemalige Norddeutsche Naturschutzakademie (NNA) 1995 in Alfred Toepfer Akademie für Naturschutz umbenannt.

## Militärische Nutzung
Eine besondere Problematik war der militärische Übungsbetrieb in der südwestlichen Hälfte des Naturschutzgebietes, der mit dauerhaften Belastungen als eine unmittelbare Kriegsfolge hingenommen werden musste. Ab November 1950 nutzten britische und kanadische Truppen Reinsehlen bei Schneverdingen als Basislager für Panzerübungen in den „Roten Flächen“. Das Soltau-Lüneburg-Abkommen wurde im Jahr 1959 zwischen der Bundesrepublik Deutschland, Großbritannien und Kanada abgeschlossen und legte die Grenzen des Panzerübungsgeländes fest. Westlich der Straße Behringen-Wintermoor war das Ausmaß der Verwüstungen durch alliierte Kettenfahrzeuge zu sehen. Vorschläge des Vereins Naturschutzpark e. V. (VNP), den Panzerübungsbetrieb auf den angrenzenden 102 km² großen Truppenübungsplatz Munster-Nord zu verlagern, blieben ungehört. Stattdessen wurde weiter auf 17 km² wertvollster Heidelandschaft geübt. Im Raum Lüneburg-Celle-Soltau gab es weitere insgesamt 598 km² Truppenübungsfläche, unter anderem den Truppenübungsplatz Bergen, auf den man hätte ausweichen können. Die Kanadier zogen schon nach kurzer Zeit wieder ab, die britischen Truppen blieben bis 1994.